# Аргвети
Аргвети (на грузински: არგვეთი) е село в централна Грузия, част от Сачхерска община на област Имеретия. Населението му е около 752 души (2014).
Разположено е на 600 метра надморска височина в Имеретските възвишения, на 11 километра източно от Чиатура и на 40 километра североизточно от Зестапони. Край селото е разкопано селище, съществувало от бронзовата епоха до XIII век.

## Известни личности
Родени в Аргвети
- Мухран Мачавариани (1929 – 2010), поет